# Torneio Mundial de Futsal Feminino de 2012
O III Torneio Mundial de Futsal Feminino foi a 3ª edição do Torneio Mundial de Futsal Feminino. Realizou-se em Oliveira de Azeméis, Portugal, entre os dias 3 e 9 de Dezembro de 2012 e em 2 recintos: no Pavilhã Dr. Salvador Machado e no Pavilhão Municipal de Oliveira de Azeméis.

## Fase de grupos[2]

### Grupo A
| Selecções | Pts | J | V | E | D | GM | GS | DG  |
| --------- | --- | - | - | - | - | -- | -- | --- |
| Brasil    | 12  | 4 | 4 | 0 | 0 | 30 | 3  | 27  |
| Portugal  | 9   | 4 | 3 | 0 | 1 | 20 | 6  | 14  |
| Japão     | 6   | 4 | 2 | 0 | 2 | 7  | 14 | -7  |
| Irão      | 3   | 4 | 1 | 0 | 3 | 5  | 12 | -7  |
| Venezuela | 0   | 4 | 0 | 0 | 4 | 5  | 32 | -27 |

| 3 de Dezembro de 2012 | Irão                           | 2-1 | Venezuela      | Pav. Dr. Salvador Machado                                                |
| 17:00 (GMT)           | Leila Eghbali Fereshted Karimi |     | Nayre Gonzalez | Árbitro: Francisco Miguel Peña Raquel Gonzalez Irina Velikanova (Rússia) |

| 3 de Dezembro de 2012 | Portugal                                                  | 5-1 | Japão                | Pav. Dr. Salvador Machado                                               |
| 19:30 (GMT)           | Ana Azevedo Sofia Vieira Mélissa Antunes(2) Maria Martins |     | Chikage Kichibayashi | Árbitro: Oleg Ivanov Samsudin Bin Ibrahim Jeisson Peñazola (Costa Rica) |

| 4 de Dezembro de 2012 | Brasil                                                                                                 | 6-1 | Irão               | Pav. Dr. Salvador Machado                                       |
| 17:00 (GMT)           | Valeria Schimidt Gabriela Macedo Renata Adamatti Lucileia Minuzzo Vanessa Pereira Juliana Lautenschlag |     | Niloofar Ardallani | Árbitro: Raquel Gonzalez Irina Velikanova Francisco Miguel Peña |

| 4 de Dezembro de 2012 | Portugal                                                                              | 10-1 | Venezuela      | Pav. Dr. Salvador Machado                                  |
| 19:30 (GMT)           | Sofia Vieira Maria Martins(3) Rita Martins Ana Azevedo(2) Juliana Sousa(2) Sara Fatia |      | Nayre Gonzalez | Árbitro: Samsudin Bin Ibrahim Jeisson Peñazola Oleg Ivanov |

| 5 de Dezembro de 2012 | Japão                                         | 4-3 | Venezuela                      | Pav. Dr. Salvador Machado                                       |
| 17:00 (GMT)           | Kana Shibahara Chiharu Ashikaga Natsumi Koide |     | Rivas Yoneira Yaremi Silva (2) | Árbitro: Irina Velikanova Jeisson Peñaloza Samsudin Bin Ibrahim |

| 5 de Dezembro de 2012 | Brasil                                                | 3 - 2 | Portugal                     | Pav. Dr. Salvador Machado                                                 |
| 19:30 (GMT)           | Lucileia Minuzzo Marcela Leandro Juliana Lautenschlag |       | Mélissa Antunes Rita Martins | Público: 2 500 Árbitro: Oleg Ivanov Francisco Miguel Peña Raquel Gonzalez |

| 6 de Dezembro de 2012 | Brasil | 16-0 | Venezuela | Pav. Dr. Salvador Machado                                      |
| 17:00 (GMT)           | Gabriela Macedo (2) Tatiane Crocetta Vanessa Pereira (3) Juliana Lautenschlag Lucileia Minuzzo (2) Renata Adamati (2) Diana Mendes (2) Marcela Leandro (2) Ariane Silva |      |           | Árbitro: Raquel Gonzalez Irina Velikanova Samsudin Bin Ibrahim |

| 6 de Dezembro de 2012 | Japão                            | 2-1 | Irão               | Pav. Dr. Salvador Machado                                   |
| 19:30 (GMT)           | Minako Sekinada Farzaneh Sis(pb) |     | Niloofar Ardallani | Árbitro: Jeisson Peñaloza Francisco Miguel Peña Oleg Ivanov |

| 7 de Dezembro de 2012 | Portugal                                   | 3-1 | Irão            | Pav. Dr. Salvador Machado                                                               |
| 19:30 (GMT)           | Maria Martins Daniela Ferreira Ana Azevedo |     | Nasimeh Gholami | Público: 2 400 Árbitro: Irina Velikanova Raquel Gonzalez Samsudin Bin Ibrahim (Malásia) |

| 7 de Dezembro de 2012 | Brasil                                                                | 5-0 | Japão | Pav. Municipal O. Azeméis                             |
| 19:30 (GMT)           | Lucileia Minuzzo (2) Tatiane Crocetta Valeria Schimidt Renata Adamati |     |       | Árbitro: Franncisco Peña Oleg Ivanov Jeisson Peñazola |

### Grupo B
| Selecções  | Pts | J | V | E | D | GM | GS | DG  |
| ---------- | --- | - | - | - | - | -- | -- | --- |
| Espanha    | 12  | 4 | 4 | 0 | 0 | 20 | 0  | 20  |
| Rússia     | 9   | 4 | 3 | 0 | 1 | 18 | 5  | 13  |
| Ucrânia    | 6   | 4 | 2 | 0 | 2 | 19 | 5  | 14  |
| Costa Rica | 3   | 4 | 1 | 0 | 3 | 10 | 11 | -1  |
| Malásia    | 0   | 4 | 0 | 0 | 4 | 2  | 48 | -46 |

| 3 de Dezembro de 2012 | Rússia | 11-1 | Malásia     | Pav. Dr. Salvador Machado                                 |
| 11:00 (GMT)           | Tatiana Deripasko(3) Viktoriia Afanasova(3) Mariia Filosova Ekaterina Kuleshova Olga Kuznetcova Tatiana Kuleshova Tatiana Korzhova |      | Nur Munazli | Árbitro: Sérgio Magalhães Nuno Bogalho Katucia dos Santos |

| 3 de Dezembro de 2012 | Ucrânia         | 2-0 | Costa Rica | Pav. Dr. Salvador Machado                                  |
| 14:30 (GMT)           | Yulya Titova(2) |     |            | Árbitro: Manuel Benitez Mário Lobo Silva Yasukazu Nobumoto |

| 4 de Dezembro de 2012 | Espanha                 | 2-0 | Ucrânia | Pav. Dr. Salvador Machado                                  |
| 11:00 (GMT)           | Ana Luján Lorena Marcos |     |         | Árbitro: Mário Lobo Silva Yasukazu Nobumoto Manuel Benitez |

| 4 de Dezembro de 2012 | Rússia                                              | 4-1 | Costa Rica      | Pav. Dr. Salvador Machado                                    |
| 14:30 (GMT)           | Tatiana Korzhova Olga Kuznetcova(2) Mariia Filosova |     | Marisol Obregon | Árbitro: Katucia dos Santos Maryam Pourjafarian Nuno Bogalho |

| 5 de Dezembro de 2012 | Malásia           | 1-9 | Costa Rica | Pav. Dr. Salvador Machado                                        |
| 11:00 (GMT)           | Farahiyah Ridzuan |     | Kelyn Duarte Natalia Guerrero Monica Badilla (2) Pricilla Zamora (2) Yendry Varela Daniela Mendoza Marisol Obregon | Árbitro: Yasukazu Nobumoto Katucia dos Santos Maryam Pourjafarin |

| 5 de Dezembro de 2012 | Espanha                                   | 3-0 | Rússia | Pav. Dr. Salvador Machado                             |
| 14:30 (GMT)           | Patricia Mota Leticia Martin Amparo López |     |        | Árbitro: Nuno Bogalho Manuel Benitez Sérgio Magalhães |

| 6 de Dezembro de 2012 | Espanha                                              | 4-0 | Costa Rica | Pav. Dr. Salvador Machado                                      |
| 11:00 (GMT)           | Leticia Martin Patricia Goméz Natalia Sanz Ana Luján |     |            | Árbitro: Maryam Pourjafarian Sérgio Magalhães Mário Lobo Silva |

| 6 de Dezembro de 2012 | Malásia | 0-17 | Ucrânia | Pav. Dr. Salvador Machado                                    |
| 14:30 (GMT)           |         |      | Yevheniya Shapoval Anna Shulha (5) Olena Pavlenko Iryna Shyroka (3) Yulya Titova Kateryna Malyshko (2) Kateryna Sheremet Anna Prokopenko (2) Marianna Ignatenko | Árbitro: Yasukazu Nobumoto Katucia dos Santos Manuel Benitez |

| 7 de Dezembro de 2012 | Rússia                                     | 3-0 | Ucrânia | Pav. Dr. Salvador Machado                                  |
| 17:00 (GMT)           | Viktoriia Afanasova (2) Ekaterina Kruglova |     |         | Árbitro: Maryam Pourjafarian Mário Silva Yasukazu Nobumoto |

| 7 de Dezembro de 2012 | Espanha | 11-0 | Malásia | Pav. Municipal O. Azeméis                               |
| 17:00 (GMT)           | Patricia González (2) Patricia Mota Isabel Garcia Claudia Xandri (2) Patricia Goméz Natalia Sanz (3) Lorena Marcos |      |         | Árbitro: Manuel Benitez Nuno Bogalho Katucia dos Santos |

## Apuramento Campeão
|  | Meias Finais          | Meias Finais          |   |                       | Final                 | Final |  |
|  |                       |                       |   |                       |                       |       |  |
|  | 8 de Dezembro de 2012 |                       |   |                       |                       |       |  |
|  | Brasil                | 1                     |   |                       |                       |       |  |
|  | Rússia                | 0                     |   |                       |                       |       |  |
|  |                       |                       |   |                       |                       |       |  |
|  |                       |                       |   |                       | 9 de Dezembro de 2012 |       |  |
|  |                       |                       |   |                       | Brasil                | 3     |  |
|  |                       | Portugal              | 0 |                       |                       |       |  |
|  |                       |                       |   |                       |                       |       |  |
|  |                       |                       |   |                       |                       |       |  |
|  |                       |                       |   |                       | 3º e 4º Lugar         |       |  |
|  | 8 de Dezembro de 2012 | 8 de Dezembro de 2012 |   | 9 de Dezembro de 2012 | 9 de Dezembro de 2012 |       |  |
|  | Espanha               | 0(1)G                 |   | Rússia                | 0                     |       |  |
|  | Portugal              | 0(3)P                 |   |                       | Espanha               | 1     |  |

## Jogos Fase Final

### 9º e 10º Lugares
| 8 de Dezembro de 2012 | Venezuela                                           | 8-1 | Malásia      | Pav. Dr. Salvador Machado                              |
| 11:00 (GMT)           | Yaremi Silva (2) Yilvi Conde (2) Nayre Gonzalez (4) |     | Steffi Singh | Árbitro: Mário Lobo Silva Nuno Bogalho Raquel Gonzalez |

### 7º e 8º Lugares
| 8 de Dezembro de 2012 | Irão                                                        | 4-3 | Costa Rica                                           | Pav. Dr. Salvador Machado                                          |
| 14:30 (GMT)           | Seyedeh Moghimidarzi Fatemeh Etedadi (2) Niloofar Ardallani |     | Monica Badilla Natalia Guerrero Sepideh Zarrinrad pb | Árbitro: Sérgio Magalhães Francisco Miguel Peña Katucia dos Santos |

### 5º e 6º Lugares
| 9 de Dezembro de 2012 | Japão | 0-4 | Ucrânia                                                       | Pav. Dr. Salvador Machado                                |
| 11:00 (GMT)           |       |     | Olena Pavlenko Iryna Shyroka Alina Gorobets Kateryna Malyshko | Árbitro: Nuno Boagalho Sérgio Magalhães Mário Lobo Silva |

### Meias Finais
| 8 de Dezembro de 2012 | Brasil          | 1-0 | Rússia | Pav. Dr. Salvador Machado |
| 19:30 (GMT)           | Vanessa Pereira |     |        | Árbitro:                  |

| 8 de Dezembro de 2012 | Espanha | 0-0 | Portugal | Pav. Dr. Salvador Machado                                               |
| 17:00 (GMT)           |         |     |          | Público: 2 500 Árbitro: Oleg IvanovYasukazu NobumotoMaryam Pourjafarian |

|                                                              |       | Penalidades                                       |  |
| Patricia González Patricia Mota Natalia Sanz Rosángela Silva | 1 – 3 | Daniela Ferreira "Pisco" Ana Azevedo Rita Martins |  |

### 3º e 4º Lugares
| 9 de Dezembro de 2012 | Rússia | 0-1 | Espanha      | Pav. Dr. Salvador Machado                                                  |
| 14:30 (GMT)           |        |     | Amparo López | Público: 2 500 Árbitro: Katucia dos Santos Maryam Pourjafarian Oleg Ivanov |

### Final
| 9 de Dezembro de 2012 | Brasil                                              | 3 – 0     | Portugal | Pav. Dr. Salvador Machado Público: 2.500                        |
| 17:00 (GMT)           | Cilene Paranhos · Vanessa Pereira · Marcela Leandro | Relatório |          | Árbitro: Irina Velinakova Raquel Gonzalez Francisco Miguel Peña |

## Classificação Final
| Pos | País       |
| --- | ---------- |
|     | Brasil     |
|     | Portugal   |
|     | Espanha    |
| 4   | Rússia     |
| 5   | Ucrânia    |
| 6   | Japão      |
| 7   | Irão       |
| 8   | Costa Rica |
| 9   | Venezuela  |
| 10  | Malásia    |

| Torneio Mundial de Futsal Feminino de 2012 |
| Brasil                                     |
| ------------------------------------------ |
| BRASIL Campeão (3° título)                 |

## Artilharia
| 6 gols (3) - Lucileia Minuzzo - Nayre Gonzalez - Vanessa Pereira 5 gols (3) - Maria Martins - Anna Shulha - Viktoriia Afanasova 4 gols (6) - Ana Azevedo - Renata Adamatti - Marcela Leandro - Natalia Sanz - Yaremi Silva - Iryna Shyroka 3 gols (10) - Tatiana Deripasko - Olga Kuznetcova - Mélissa Antunes - Gabriela Macedo - Juliana Lautenschlag - Yulya Titova - Kateryna Malyshko - Patricia Mota - Niloofar Ardallani - Monica Badilla | 2 gols (23) - Tatiana Korzhova - Mariia Filosova - Sofia Vieira - Juliana Sousa - Rita Martins - Yilvi Conde - Chikage Kichibayashi - Pricilla Zamora - Marisol Obregon - Natalia Guerrero - Diana Mendes - Valeria Schimidt - Tatiane Crocetta - Anna Prokopenko - Olena Pavlenko - Leticia Martin - Ana Luján - Patricia González - Claudia Xandri - Patricia Goméz - Lorena Marcos - Amparo López - Natsumi Koide - Fatemeh Etedadi | 1 gol (25) - Ekaterina Kuleshova - Ekaterina Kruglova - Tatiana Kuleshova - Nur Munazli - Farahiyah Ridzuan - Steffi Singh - Leila Eghbali - Fereshted Karimi - Nasimeh Gholami - Seyedeh Moghimidarz - Sara Fatia - Daniela Ferreia - Kana Shibahara - Chiharu Ashikaga - Isabel Garcia - Ariane Silva - Cilene Paranhos - Rivas Yoneira - Kelyn Duarte - Yendry Varela - Daniela Mendoza - Yevheniya Shapoval - Kateryna Sheremet - Marianna Ignatenko - Alina Gorobets Gols contra (2) - Farzaneh Sis - Sepideh Zarrinrad |